# NGC 5544
NGC 5544 est une galaxie lenticulaire située dans la constellation du Bouvier. NGC 5544 a été découverte par l'astronome germano-britannique William Herschel en 1785.

## Description
Sa vitesse par rapport au fond diffus cosmologique est de 3 221 ± 13 km/s, ce qui correspond à une distance de Hubble de 47,5 ± 3,3 Mpc (∼155 millions d'al).
Le couple de galaxies en interaction gravitationnelle constitué de NGC 5544 et de NGC 5545 figure dans l'atlas des galaxies particulières de Halton Arp sous la cote Arp 117. Arp mentionne que les bras de la galaxie spirale (NGC 5545) sont perturbés.
À ce jour, une mesure non basée sur le décalage vers le rouge (redshift) donne une distance d'environ 164,000 Mpc (∼535 millions d'al). Cette valeur est totalement à l'extérieur des valeurs de la distance de Hubble et sûrement fausse. 

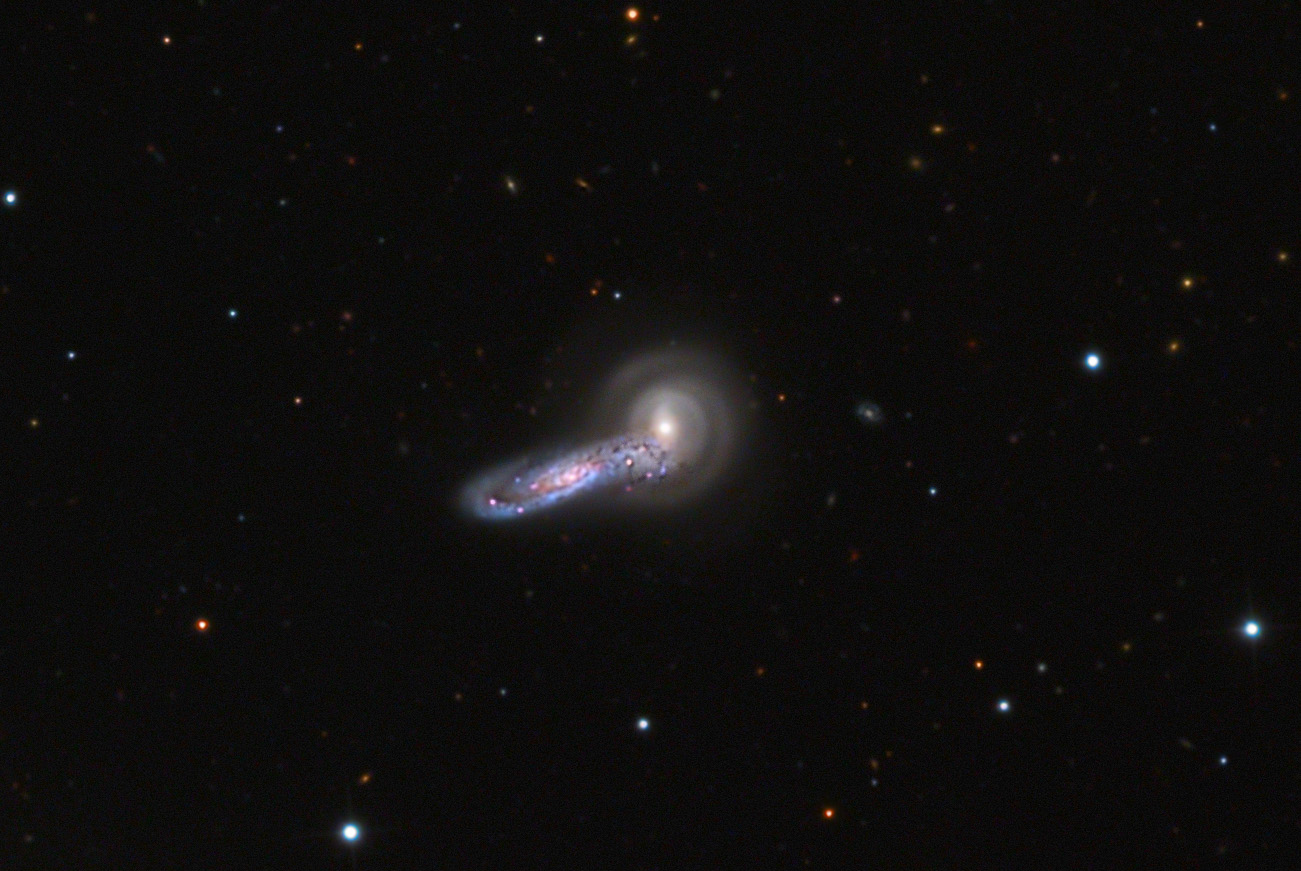
NGC 5544 et NGC 5545 par Adam Block (Observatoire du mont Lemmon/Université de l'Arizona).

## Groupe de NGC 5557
Selon Abraham Mahtessian, NGC 5544 fait partie du groupe de NGC 5557, la galaxie la plus brillante de ce groupe. Ce groupe de galaxies compte au moins sept membres. Les six autres galaxies du groupe sont NGC 5529, NGC 5545, NGC 5557, NGC 5589, NGC 5590 et NGC 5596.
A. M. Garcia mentionne aussi ce groupe, mais la galaxie NGC 5529 ne figure pas dans sa liste alors que les six autres y sont.